# Arend de Vries
Arend de Vries (* 22. September 1954 in Berumerfehn) ist ein deutscher evangelischer Theologe. Vom 1. November 2006 bis November 2020 war er der geistliche Vizepräsident des Landeskirchenamtes Hannover der Evangelisch-lutherischen Landeskirche Hannovers.

## Leben
Nach dem Studium der Evangelischen Theologie in Wuppertal und Tübingen und dem ersten theologischen Examen 1982 absolvierte de Vries sein Vikariat in Pattensen und im Predigerseminar Rotenburg (Wümme). 1985 wurde er in Ostrhauderfehn ordiniert und war dort bis 1993 Gemeindepastor. Danach wechselte er nach Hannover, wo er Landesjugendpastor des Landesjugendpfarramtes im Amt für Gemeindedienst (heute: Haus kirchlicher Dienste) wurde. Im Oktober 1999 wurde er vom Kirchensenat zum Landessuperintendenten des mittlerweile aufgelösten Sprengels Calenberg-Hoya ernannt und trat das Amt im März 2000 an. 2006 wurde er durch den Kirchensenat zum  geistlichen Vizepräsidenten des Landeskirchenamtes in Hannover berufen und trat das Amt am 1. November 2006 an.  In diesem Amt war er Leiter der Abteilung 2; Theologie und Gemeinde, kirchliche Handlungsfelder, Mission und Ökumene. Seit 1. Dezember 2020 ist er im Ruhestand.

## Weitere Ämter und Mitgliedschaften
- Seit 2008 Prior des Klosters Loccum[1]
- seit 2011: Vorsitzender des Aufsichtsrates der Dachstiftung Diakonie, bestehend aus dem Diakoniewerk Stephansstift, Hannover, den Diakonischen Heimen Kästorf, dem Corneliuswerk Burg u. a., zugleich Vorsitzender des Kuratoriums des Stephansstifts e.V, des Hauptkomitees der Stiftung Diakonische Heime Kästorf, des Stiftungsrats der Stiftung Wohnen und Beraten und des Stiftungsrats der Evangelischen Stiftung Clues.

### Ehemalige Ämter und Mitgliedschaften
- Beauftragter der hannoverschen Landeskirche für das Reformationsjubiläum 2017
- 2000–2006: Mitglied im Bischofsrat der Evangelisch-lutherischen Landeskirche Hannovers.
- 2006–2019: Mitglied im Kirchensenat der Evangelisch-lutherischen Landeskirche Hannovers.[2]
- Vorsitzender des Bischofswahlausschusses der Generalsynode der VELKD[3]
- Mitglied der Kirchenleitung der VELKD[4]
- Mitglied der Bischofskonferenz der VELKD[5]
- Aufsichtsratsvorsitzender des Verbandes Evangelischer Publizistik (VEP) Niedersachsen und Bremen[6]
- bis 2014: Vorsitzender des Theologischen Prüfungsamtes der Konföderation evangelischer Kirchen in Niedersachsen.[7][8]
- 2006–2020: Vorsitzender des Kuratoriums des Hauses kirchlicher Dienste[9]
- 2011–2020: Vorsitzender des Vorstandes des Sozialwissenschaftlichen Instituts der EKD
- 2001–2020: Vorsitzender des Vorstandes der Stiftung St. Martin in Nienburg/Weser
- Stellvertretender Vorsitzender des Kuratorium des Zentrum für Gesundheitsethik an der Evangelischen Akademie Loccum[10]
- Mitglied im Konvent der Evangelischen Akademie Loccum Evangelische Akademie Loccum: Der Konvent
- Geborenes Mitglied der Corvinus-Stiftung der Akademie Loccum[11]
- 2016–2020: Vorsitzender des Kuratoriums des Pastoralkolleg Niedersachsen in Loccum.[12]